# セントラル州
セントラル州（セントラルしゅう、英語: Central Region）は、ガーナの州のひとつである。日本語では、中央州とも表記される。州都はケープ・コースト。

## 概要
北はアシャンティ州とイースタン州に、西はウェスタン州に、東はグレーター・アクラ州にそれぞれ接しており、南は大西洋に面している。人口は約286万人（2021年国勢調査）で、国内では4番目に多い。カカオの栽培が行われている。
1970年7月、ウェスタン州東部が分離し成立した。

## 観光
- ヴォルタ州、グレーター・アクラ州、セントラル州、ウェスタン州の城塞群：ユネスコ世界遺産（文化遺産）。この城塞群のうち、下記がセントラル州内にある。
  - 喜望要塞 (ID34-001 : Fort Good Hope / Fort Goedehoop, Senya Beraku) - 1667年建造
  - ペイシエンス要塞 (ID34-003 : Fort Patience / Fort Leysaemhyt, Apam) - 1696年から1702年の建造
  - アムステルダム要塞 (ID34-004 : Fort Amsterdam, Abandze) - 1631年建造。現在の名称は1665年にイギリス人からオランダ人が奪取した際に付けられたもので、ニューアムステルダムがニューヨークとなったことの意趣返しの要素があった。
  - ケープ・コースト城 (ID34-002 : Cape Coast Castle, Cape Coast) - 1630年建造
  - セント・ジャゴ要塞 (ID34-005 : Fort St. Jago / Fort Conraadsburg, Elmina) - 1555年建造
  - エルミナ城 (ID34-011 : en:Elmina Castle / St. George’s Castle / Fort St. Jorge, Elmina) - 1482年建造。もとはポルトガル人が建造したものであり、ガーナ沿岸部の要塞群のなかで最古を誇る。
  - イングリッシュ要塞 (ID34-009 : English Fort / Fort Vrendenburg, Komenda) - 1663年建造

## 隣接州
- ウェスタン州
- ウェスタン・ノース州
- アシャンティ州
- イースタン州
- グレーター・アクラ州

## 郡
セントラル州に属する郡は、以下の通りである。

セントラル州の郡

- Abura/Asebu/Kwamankese District
- Agona District
- Ajumako/Enyan/Essiam District
- Asikuma/Odoben/Brakwa District
- Assin North District
- Assin South District
- Awutu/Effutu/Senya District
- Cape Coast Municipal District
- Gomoa District
- Komenda/Edina/Eguafo/Abirem District
- Mfantsiman District
- Twifo/Heman/Lower Denkyira District
- Upper Denkyira District